# カロー・ド・ロズモン

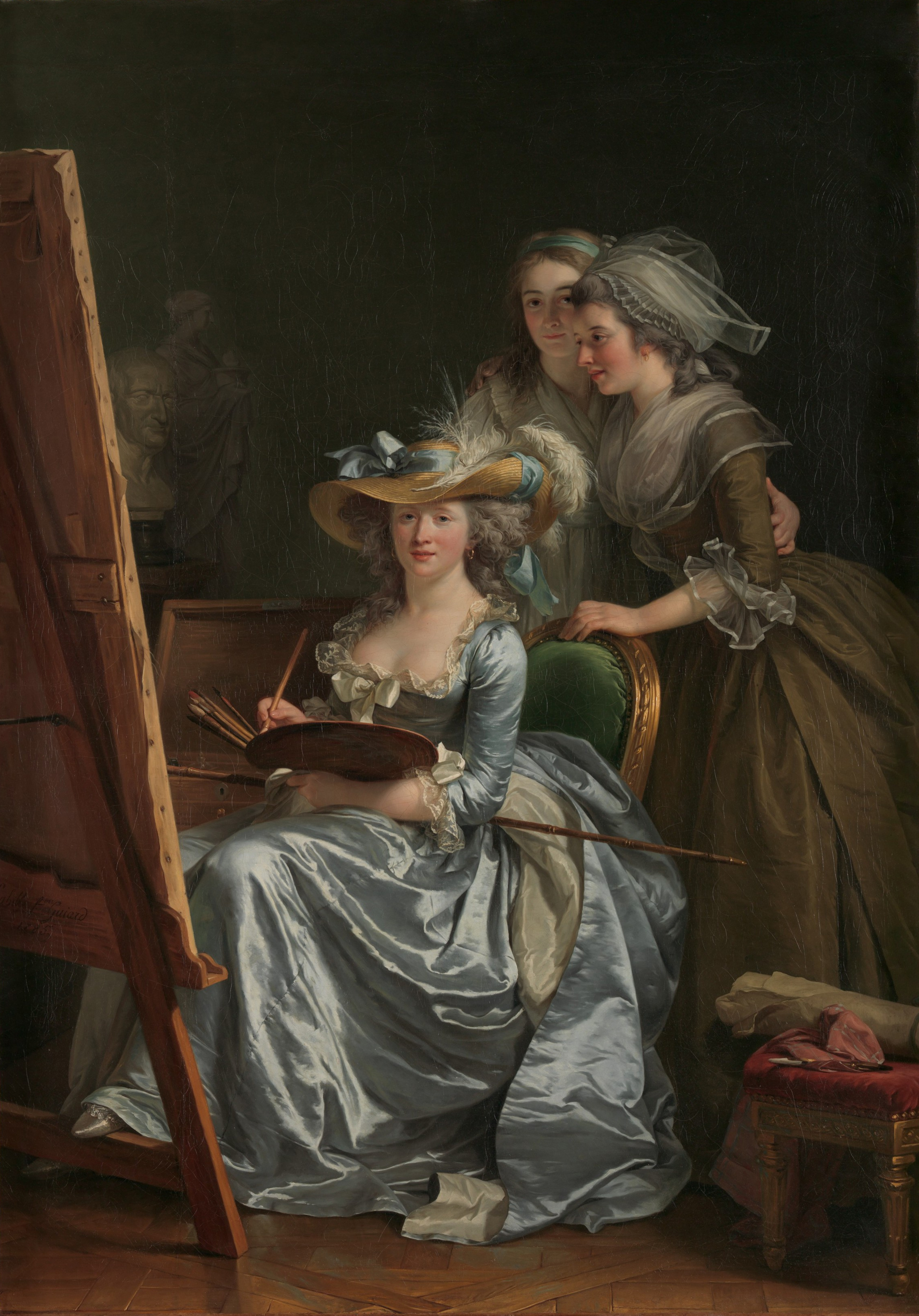
ラビーユ＝ギアール作『弟子2人といる自画像』

マリー＝マルグリット・カロー・ド・ロズモン（Marie-Marguerite Carraux de Rosemond、1765年9月12日 - 1788年11月12日）はスイス生まれの画家である。パリで活動し、女性画家、アデライド・ラビーユ＝ギアールの『弟子2人といる自画像』（ニューヨーク、メトロポリタン美術館蔵）の弟子の一人として描かれた。

## 略歴
スイス、ヴァレー州のコロンベ＝ミュラーズに生まれた。アデライド・ラビーユ＝ギアール(1749年-1803年)の9人の女性の弟子の一人となった。1873年に開かれた「若者展(Exposition de la Jeunesse)」に出展し、批評家に好評を得た。その美貌で知られ、ラビーユ＝ギアールが1785年のパリのサロンに出展した『弟子2人といる自画像』に、もう一人の弟子、マリー＝ガブリエル・カペ(1761年-1818年)とともに描かれることになった。この作品のために2人の肖像をえがいたラビーユ＝ギアールの素描もメトロポリタン美術館に収蔵されている。
1786年にラビーユ＝ギアールのアトリエを訪れたアメリカの画家、ジョン・トランブルのペン画の一部にカロー・ド・ロズモンを描いたとされる,。
1788年1月に版画家シャルル＝クレマン・ベルヴィック(Charles-Clément Bervic: 1756-1822)と結婚し、息子が生まれたが、1788年の11月に、ベルヴィックが部屋を与えられていたルーブル宮殿で23歳で亡くなった。